# Moczysko
Moczysko (deutsch Adlershorst) ist ein kleiner Ort in der polnischen Woiwodschaft Ermland-Masuren und gehört zur Gmina Nidzica (Stadt- und Landgemeinde Neidenburg) im Powiat Nidzicki (Kreis Neidenburg).

## Geographische Lage
Moczysko liegt in der südwestlichen Mitte der Woiwodschaft Ermland-Masuren, elf Kilometer nordöstlich der Kreisstadt Nidzica (deutsch Neidenburg).

## Geschichte
Der bis zum 24. September 1893 als Moczisko bezeichnete Ort bestand in seinem Kern vor 1945 aus einer zum Staatsforst Grünfließ (polnisch Napiwoda) gehörenden Försterei und einem Wirtshaus. Bis 1945 war Adlershorst ein Wohnplatz in der Gemeinde Grünfließ im ostpreußischen Kreis Neidenburg. Im Jahre 1905 zählte der kleine Ort 30 Einwohner.
Mit dem gesamten südlichen Ostpreußen wurde Adlershorst 1945 in Kriegsfolge an Polen überstellt und erhielt die polnische Namensform „Moczysko“. Er gehört heute zum Schulzenamt (polnisch Sołectwo) Napiwoda (Grünfließ) und ist eine Ortschaft innerhalb der Gmina Nidzica (Stadt- und Landgemeinde Neidenburg) im Powiat Nidzicki (Kreis Neidenburg), bis 1998 der Woiwodschaft Olsztyn, seither der Woiwodschaft Ermland-Masuren zugehörig.

## Kirche
Bis 1945 war Adlershorst in die evangelische Pfarrkirche Neidenburg in der Kirchenprovinz Ostpreußen der Kirche der Altpreußischen Union, außerdem in die römisch-katholische Pfarrkirche Neidenburg im Bistum Ermland eingegliedert.
Heute gehört Moczysko katholischerseits zur neu gebildeten Pfarrei in Nidzica im jetzigen Erzbistum Ermland, evangelischerseits zur Heilig-Kreuz-Kirche Nidzica in der Diözese Masuren der Evangelisch-Augsburgischen Kirche in Polen.

## Verkehr
Moczysko liegt an der verkehrsreichen Woiwodschaftsstraße 545, die Jedwabno (1938 bis 1945 Gedwangen) im Powiat Szczycieński (Kreis Ortelsburg) mit den Städten Nidzica (Neidenburg) und Działdowo (Soldau) verbindet. Aus der westlichen Nachbarregion führt eine Nebenstraße von Orłowo (Orlau) direkt in den Ort. Die nächste Bahnstation ist Napiwoda (Grünfließ) an der – allerdings zurzeit nicht befahrenen – Bahnstrecke Nidzica–Wielbark.